# Karl Groos
Karl Groos (né le 10 décembre 1861 à Heidelberg - mort le 27 mars 1946 à Tübingen) est un psychologue allemand. Il est surtout connu pour avoir développé une vision instrumentaliste du jeu. 
Ainsi, dans son livre Les jeux des animaux (Paris, F. Alcan, 1902), traduction de Die Spiele der Tiere (1896), il tente de convaincre les éducateurs que le jeu est une préparation du jeune à sa future vie d'adulte. 

## Publications
- (de) Die Spiele der Tiere (Iéna, 1896) traduit en français : Les jeux des animaux (Paris, F. Alcan, 1902)
- (de) Die Spiele der Menschen (Iéna, 1899) (en)The Play of Man (New York, 1901)
- (de) Des Seelenleben des Kindes (Berlin, 1904)
- (de) Die akustischen Phänomene in der Lyrik Schillers (1910)
- (de) Bismarck im eigenen Urteil, Stuttgart, 1920.
- (de) Das Spiel. G. Fischer, Iéna, 1922.